# Dieudonné Kalulika
Dieudonné Kalulika (ur. 1 października 1981) – piłkarz kongijski grający na pozycji pomocnika.

## Kariera klubowa
Karierę piłkarską Kalulika rozpoczął w mieście Lubumbashi, w tamtejszym klubie TP Mazembe. W 2000 roku zadebiutował w jego barwach w pierwszej lidze Demokratycznej Republiki Konga. Pierwsze sukcesy w karierze osiągnął już w debiutanckim sezonie, gdy wywalczył mistrzostwo kraju i zdobył Puchar Demokratycznej Republiki Konga. W 2001 roku obronił mistrzowski tytuł.
W 2005 roku Kalulika wyjechał do Belgii i został zawodnikiem klubu KSK Heusden-Zolder. Po pół roku gry w tym klubie, odszedł do innego drugoligowca, KVSK United. Latem 2006 roku został piłkarzem FC Brussels i 29 lipca zadebiutował w pierwszej lidze belgijskiej w wygranym 1:0 domowym meczu z RAEC Mons, w którym strzelił gola.
W Brukseli Kalulika grał przez sezon i w 2007 roku przeszedł do Sint-Truidense VV. Tam po raz pierwszy wystąpił 4 sierpnia 2007 w meczu z KSC Lokeren (1:2). Pół roku później odszedł do KSV Roeselare (debiut: 26 stycznia 2008 w przegranym 1:2 spotkaniu z FCV Dender EH). W sezonie 2008/2009 był piłkarzem trzecioligowego CS Visé. Następnie grał w także trzecioligowych US Centre oraz Union Saint-Gilloise, w czwartoligowym KFC Katelijne-Waver oraz w angolskim Primeiro de Agosto, a w 2014 roku przeszedł do BX Brussels, grającego w piątej lidze belgijskiej.

## Kariera reprezentacyjna
W reprezentacji Demokratycznej Republiki Konga Kalulika zadebiutował w 2004 roku. W tym samym roku został powołany do kadry na Puchar Narodów Afryki. Na tym turnieju rozegrał 2 spotkania: z Gwineą (1:2) i z Tunezją (0:3).